# Agastoschizomus
Genre
Agastoschizomus est un genre de schizomides de la famille des Protoschizomidae.

## Distribution
Les espèces de ce genre se rencontrent au Mexique et aux États-Unis au Texas,.

## Description
Les espèces de ce genre mesurent de 7 à 12,40 mm.

## Liste des espèces
Selon Schizomids of the World (version 1.0) :
- Agastoschizomus huitzmolotitlensis Rowland, 1975
- Agastoschizomus juxtlahuacensis Montaño Moreno & Francke, 2009
- Agastoschizomus lucifer Rowland, 1971
- Agastoschizomus patei Cokendolpher & Reddell, 1992
- Agastoschizomus stygius Cokendolpher & Reddell, 1992

et décrites depuis :
- Agastoschizomus tamaulipensis Monjaraz-Ruedas, Francke & Cokendolpher, 2016
- Agastoschizomus tenebris Monjaraz-Ruedas, Francke & Cokendolpher, 2016
- Agastoschizomus texanus Monjaraz-Ruedas, Francke & Cokendolpher, 2016

## Publication originale
- Rowland, 1971 : Agastoschizomus lucifer, a new genus and species of cavernicole schizontid (Arachnida, Schizomida) from Mexico. Bulletin of the Association for Mexican Cave Studies, no 4, p. 13-17.